# Róża Wosiak-Śliwa
Róża Wosiak-Śliwa (ur. 1961) – językoznawca, profesor Uniwersytetu Gdańskiego.

## Życiorys
Pracuje w Zakładzie Języka Polskiego należącym do Instytutu Filologii Polskiej Uniwersytetu Gdańskiego. W swojej działalności zajmuje się głównie badaniem języka kaszubskiego. W 1994 roku Róża Wosiak-Śliwa napisała pod kierunkiem prof. Edwarda Brezy dysertację doktorską pt. „Kaszubszczyzna pisarzy Jana Bilota i Alojzego Budzisza”. W lutym 2014 roku uzyskała stopień naukowy doktora habilitowanego na podstawie pracy naukowej "Kaszubskie nazwy potraw i napojów". Wespół z Markiem Cybulskim napisała 2 podręczniki do języka kaszubskiego: „Kaszubski język literacki : podręcznik dla lektoratów” (1992) i „Ùczimë sã pò kaszëbskù : książka pomocnicza dla klas starszych” (2001).